# Alphaville, une étrange aventure de Lemmy Caution
Alphaville, une étrange aventure de Lemmy Caution o Alphaville és una pel·lícula franco-italiana estrenada el 1965 i dirigida per Jean-Luc Godard, amb la qual el director francès va obtenir l'Os d'Or a la 15a edició de la Berlinale.
La pel·lícula combina els gèneres de ciència-ficció i cinema negre i relata, en blanc i negre, una història futurista que passa a un llunyà planeta, per bé que es tracta d'un film desproveït d'efectes especials i rodat a racons reals de París; ciutat que esdevé la mateixa Alphaville tant pel que fa als carrers com pel que fa als interiors, rodats en edificis de formigó amb decoració modernista.

## Argument
El detectiu privat Lemmy Cautiont arriba en missió secreta a la futurista ciutat d'Alphaville, fent-se passar per un periodista anomenat Ivan Johnson però a la cerca en realitat de l'agent Henry Dickson com a objectiu principal de la seva missió. Capturar o matar el professor von Braun -creador d'Alphaville- i destruir el sistema informàtic que la controla -Alpha 60- forma també part les seves intencions.
El totalitari ordinador Alpha 60 construït pel professor von Braun prohibeix la llibertat de pensament dels habitants d'Alphaville i els nega tota expressió de conceptes individualistes com l'amor, la poesia o les emocions en general. Una de les premises d'Alpha 60 és que "la gent no ha de qüestionar-se el 'per què', sinó respondre 'perquè'". El director Godard ens presenta a l'ordinador amb una ronca veu en off que es manifesta omnipresent a tota la ciutat i que al llarg de la pel·lícula conversa en diverses ocasions amb Caution. En moltes escenes la rovellada veu és fins i tot utilitzada per fer de narradora del film.
A Alphaville, els habitants que mostren signes d'expressió d'emocions són immediatament acusats d'actuar il·lògicament, fet que implica la subsegüent detenció, interrogació i, finalment, execució. En una reminiscència del concepte orwellià de Novaparla, a cada habitació d'hotel s'hi troba una bíblia, que de fet no és altra cosa que un diccionari permanentment actualitzat quan alguna paraula susceptible d'evocar alguna emoció és censurada i substituïda.
De resultes de la seva estricte llei, Alphaville és una ciutat inhumana habitada per una societat alienada i completament acrítica. Les víctimes del rentada de cervell d'Alphaville són una clara referència a règims totalitaris com el nazisme o el comunisme real.
Al llarg de la seva descoberta per Alphaville, l'antiheroi Caution –proveït d'una pintoresca gavardina, barret i revòlver al més pur estil detectivesc i en clara referència al clàssic cinema negre americà- descobreix dades curioses dels programes d'Alpha 60. Per exemple, que els homes són liquidats en una proporció de 50 homes per cada dona executada; o bé que suecs, alemanys i americans són els ciutadans que millor assimilen els dictats d'Alpha 60. Caution a més l'oportunitat de visitar l'anomenat Grand Omega Minus, el lloc on es porten a terme els rentats de cervell a ciutadans que tot seguit són enviats a altres galàxies amb l'objectiu de fomentar vagues, crear disturbis i propagar revoltes.
Un símbol ben incrustat i integrat al paisatge urbà de la totalitària ciutat és la fórmula científica E=mc², la qual va apareixen al llarg de tot el film i que pretén reflectir la lògica científica amb la qual Alphaville és governada.
En la seva lluita contra Alpha 60, el detectiu Caution se serveix de Natacha von Braun (Anna Karina), una programadora d'Alpha 60 que resulta ser alhora la filla del professor von Braun (malgrat que ella nega haver-lo vist mai). Com a ciutadana estàndard d'Alpahville, Natacha desconeix el significat de conceptes com "amor" o "consciència". Però aquesta situació canvia aviat quan tots dos s'enamoren i provoquen així l'aparició d'uns sentiments que introdueixen per primer cop incertesa a la perfecte ciutat creada a la imatge del racional ordenador.
En l'inevitable encontre amb el professor von Braun, Caution és invitat a quedar-se a la ciutat i, per tal de seduir-lo amb la seva proposta el professor li ofereix fins i tot una part de la seva pròpia galàxia. Caution, però, fidel als seus ideals de llibertat, es manté ferm amb la seva idea d'abandonar Alphaville ara que ha vist com funciona. Dispara aleshores al professor, tot matant-lo.
Caution incapacita seguidament a l'ordinador tot reptant-lo amb un enigma, la solució del qual resideix en la poesia. La clau de l'enigma que Alpha 60 es mostra incapaç de resoldre es basa en la desaparició del concepte de ciutadà individual a Alphaville, que ha sigut substituït pel ciutadà col·lectivitzat. L'enigma poètic està en gran manera inspirat en el poeta argentí Jorge Luis Borges, igual que la introducció del film i d'altres escenes, que són extractes d'assajos de Borges.
Al final, Natacha s'adona que ella és una persona individual amb consiència i voluntat pròpia, i destrueix a Alpha 60 per haver-li negat l'existència d'aquesta faceta seva. La pel·lícula acaba amb la seva declaració de "je vous aime".

## Repartiment
- Eddie Constantine - Lemmy Caution
- Anna Karina - Natascha von Braun
- Akim Tamiroff - Henri Dickson

## Premis
- La pel·lícula va guanyar l'Os d'Or del Festival Internacional de Cinema de Berlín de 1965.[1]